# 小林若菜
小林 若菜（こばやし わかな）は、フリーアナウンサーで、元・サガテレビアナウンサー。

## 人物
NHK釧路放送局の契約キャスターを経て2011年にサガテレビ入社し、2年間勤務。2013年春よりNHK千葉放送局の契約キャスターを2年間務める。
2015年4月より1年間の予定でアメリカカリフォルニア州ロサンゼルスで語学留学。
2019年現在もロサンゼルスで活動をしている。
その後、ハワイに転居しアナウンス経験を生かした活動をしている。
趣味は旅行、ピアノ、テニス、料理（お菓子作り）。

## 過去の担当番組
サガテレビ時代
- FNN・STSスーパーニュース

NHK千葉時代
- ひるどき情報ちば
- ひるまえ ほっと
- 首都圏ネットワーク